# Tiranny
Tiranny (en irlandais : Tuath Threana), est une baronnie du comté d'Armagh, en Irlande du Nord.

## Géographie
Elle se situe à la limite ouest du comté, bordant le comté de Tyrone à l'ouest et le comté de Monaghan en république d'Irlande au sud. Elle est bordée par trois autres baronnies d'Irlande du Nord : Dungannon Lower (en) et Dungannon Upper (en) au nord-ouest ; et Armagh à l'est. Elle borde également deux baronnies de la république d'Irlande, Cremorne au sud et Trough à l'ouest,.

## Villes et paroisses de la baronnie
- Middletown

Conjointement avec la baronnie d'Armagh
- Eglish
- Derrynoose (en)
- Keady
- Tynan